# Juan Eugenio Hartzenbusch
Juan Eugenio Hartzenbusch Martínez (Madrid, 6 settembre 1806 – Madrid, 2 agosto 1880) è stato un drammaturgo, scrittore, filologo, poeta, critico letterario, traduttore, bibliotecario e favolista spagnolo.

## Biografia
Hartzenbusch nacque a Madrid da padre tedesco, di professione falegname, e da madre spagnola. Rimasto orfano di madre quando aveva solo due anni, visse per diversi anni col padre e un fratello a Valparaiso de Abajo, nella provincia di Cuenca, e trascorse l'infanzia come apprendista nella bottega paterna. Dal 1815 al 1818 si dedicò allo studio della lingua francese e nei successivi quattro anni frequentò il collegio dei gesuiti di San Isidro el Real a Madrid, dove studiò principalmente retorica, latino e filosofia. Non sentendo la vocazione religiosa, abbandonò il collegio e attese al mestiere paterno. La malattia del padre e la confisca dei beni per aver partecipato agli eventi del Triennio liberale (1820-1823), lo costrinsero a lavorare in qualità di ebanista in laboratori altrui. Riuscì tuttavia con sforzi ammirevoli a continuare la sua formazione da autodidatta: spendeva tutti i suoi guadagni nell'acquisto di libri e in spettacoli teatrali. Aveva sposato molto giovane, nel 1820, Maria Bernardina Morgue, la quale tuttavia morì nel 1836; si risposò più tardi con Salvadora Hiriart.
La svolta della sua vita si verificò nel 1830 quando, avendo appreso la stenografia, fu assunto dalla redazione della rivista Gaceta de Madrid, il che gli permise di iniziare una intensa attività letteraria. . I suoi primi lavori teatrali consistevano in traduzioni di Molière, Voltaire e Alessandro Dumas padre; in seguito si dedicò all'allestimento di antichi lavori teatrali classici spagnoli. Nel 1837 riuscì finalmente a mettere in scena il primo lavoro teatrale originale, Los Amantes de Teruel, su un soggetto che era stato utilizzato in precedenza da Andrés Rey de Artieda (1549-1613), Tirso de Molina (1579-1648) e Juan Pérez de Montalbán (1602-1638). Los Amantes de Teruel gli diedero una improvvisa notorietà; i suoi successivi lavori, Doña Mencia (1840) e Alfonso el Casto (1841) furono tuttavia dei fiaschi. Poté tornare al successo solo nel 1845 con La Jura en Santa Gadea. Nel 1847 fu ammesso alla Real Academia Española. Una "Bibliografia" delle sue opere, pubblicata a Madrid nel 1900 dal figlio Eugenio, attesta l'imponente attività di questo scrittore prolifico. Riassumendo, nell'elenco sono comprese, fra l'altro, 94 opere teatrali, 236 poesie di cui 231 favole in versi, 19 orazioni, 8 biografie, 15 racconti, 14 saggi di antropologia e folklore, 9 di critica letteraria, 3 di critica teatrale, 33 prefazioni, 22 note e saggi sul "Don Chisciotte", 22 articoli miscellanei, 15 raccolte antologiche delle sue opere e 9 opere di altri autori commentate. Fu inoltre un ottimo traduttore di poesie dal tedesco e dall'italiano, lingue che padroneggiava come pure l'inglese e il francese. Inferiore forse nell'ispirazione ad altri drammaturghi spagnoli contemporanei, Hartzenbusch superava suoi rivali nella versatilità e nella scrupolosità del lavoro.
Dal 1862 al 1875 Hartzenbusch fu bibliotecario capo presso la Biblioteca Nacional de España, e fu infaticabile curatore di molti classici spagnoli. Ha curato fra l'altro le opere di Tirso de Molina, Pedro Calderón de la Barca e Pedro Antonio de Alarcón. Il pensionamento dalla direzione della Biblioteca Nazionale (1875) costituì l'inizio del declino fisico e intellettuale; non riuscì a superare la perdita della seconda moglie, Salvadora Hiriat: morì nella sua abitazione di Madrid e venne tumulato nel Cementerio de la Sacramental de San Ginès y San Luis.

## Opere (selezione)
- Floresinda ó Doña Leonor de Cabrera
- Tutor y el regreso inesperado
- Los Amantes de Teruel (1836)
- Imprenta de Repullés
- Doña Mencia (1838)
- Imprenta de Repullés
- Alfonso el casto (1841)
- Las batuecas
- Fábulas en verso castellano (1850)
- La jura en Santa Gadea (1845)
- La madre de Pelayo (1846)
- La luz de la raza (1852)
- La redoma encantada
- Los polvos de la madre Celestina
- Primero Yo
- El Bachiller Mendarias
- Honoria
- La Visionaria
- La Cogida y el Encogido
- Juan de las Viñas
- Es un bandido
- La Archiduquesita
- El sí y el no
- Jugar por tabla
- Vida por honra
- El novio de Buitrago
- La Alegria de la casa
- Mérope
- La prudencia en la mujer
- Ángela
- Una onza á ternoo seco
- El diablo está en Cantillana, y el arzobispo está en Brénes (1869)
- Ensayos poéticos y artículos en prosa, literarios y de costumbres (1843)
- La despedida (1868)